# 阿塞拜疆地理
阿塞拜疆共和国位于亚洲与欧洲交界处的外高加索东部，东濒里海，南接伊朗和土耳其，北与俄罗斯相邻，西傍格鲁吉亚和亚美尼亚。全境约58％左右的地区为山地，高大山脉纵横交错，平原相对较少。东北部有大高加索山脉，其中的巴扎爾久久山海拔4466米，为全国最高点。西南部为小高加索山脉，东南部为塔雷什山，中部为库拉河-阿拉斯河河谷平原及低地。

## 氣候
阿塞拜疆境内气候多样，平原、低地为亚热带气候，山地为高山气候。中部与东部气候较为干燥，东南部降雨较为充沛。

## 環境問題
目前亞瑟拜然主要的環境問題為空氣及水污染。